# إبراهيم الحافظ
إبراهيم فريد الحافظ ولد في الدمام ، السعودية، هو لاعب كرة قدم سعودي يلعب حالياً في نادي النجوم.

## مسيرة اللاعب
لعب سابقاً في نادي الاتفاق ونادي نجران والنادي الأهلي ونادي الحزم ونادي الطائي ونادي الفيحاء ونادي الثقبة ونادي الجندل ونادي الرياض ونادي الروضة ونادي النجوم.

## الحياة الشخصية
هو شقيق اللاعب عبد الله الحافظ .